# Hygromia
Hygromia é um género de gastrópode  da família Hygromiidae.
Este género contém as seguintes espécies:
- Hygromia cinctella Draparnaud, 1801
- Hygromia golasi Prieto & Puente, 1992
- Hygromia limbata (Draparnaud, 1805)
- Hygromia montana
- Hygromia kovacsi Varga & Pintér, 1972
- Hygromia riopida
- Hygromia striolata
- Hygromia transsylvanica